# Текле Гійоргіс II
Текле Гійоргіс II, до коронації Вагшум Гобезе — негус Ефіопії у 1868–1872 роках.

## Життєпис
За лінією батька, якого 1858 року стратив імператор Теводрос II за підтримку заколотників, Текле Гійоргіс належав до старовинної ефіопської династії Загве, усунутої від влади ще у XIII столітті. З тих пір представники Загве були правителями регіонів Вог і Ласта. Його мати належала до Соломонової династії, що правила країною. На підставі такого походження Текле Гійоргіс, будучи правителем областей, населених амхара, висунув свої претензії на трон та підбурив 1864 року повстання у провінції Ласта.
1867, після поразки імператора Теводроса у війні з англійцями, Текле Гійоргіс виступив походом на фортецю Мекдела. За 30 кілометрів від неї він оголосив про повалення Теводроса й захопив Бегемдер. Зумівши обійти своїх головних конкурентов — Менеліка II, правителя Шоа та деджазмача Касса — Текле Гійоргіс 11 червня 1868 року був проголошений імператором, й у серпні того ж року коронований у Дербе-Зебіті. Коронацію довелось дещо відкласти, оскільки помер глава Ефіопської церкви абуна Салама.
Пізніше одружився з сестрою Касси, Мерхе. Однак, невдовзі останній повстав проти влади імператора. Основна боротьба між ними відбувалась у провінції Тиграй. У вирішальній битві війська претендента розгромили імператорську армію, а сам Текле Гійоргіс II був взятий у полон та засліплений. 21 січня 1872 року Касса проголосив себе імператором Ефіопії під іменем Йоганниса IV. Текле Гійоргіса II заслали разом з його братом і матір'ю до монастиря поблизу з містом Адуа, де він і помер (чи був убитий) за рік.